# 2000年シドニーオリンピックのアルジェリア選手団
2000年シドニーオリンピックのアルジェリア選手団（2000ねんシドニーオリンピックのアルジェリアせんしゅだん）は、2000年9月15日から10月1日にかけてオーストラリアのニューサウスウェールズ州シドニーで開催された2000年シドニーオリンピックのアルジェリア選手団、およびその競技結果。

## 概要
今大会は金メダル1個、銀メダル1個、銅メダル3個の合計5個のメダルを獲得した。

## メダル
| メダル | 選手名                   | 競技       | 種目                   |
| ------ | ------------------------ | ---------- | ---------------------- |
| 金     | ヌリア・メラーベニダ     | 陸上       | 女子1500m              |
| 銀     | アリ・サイディ＝シエフ   | 陸上       | 男子5000m              |
| 銅     | ジャビル・サイド・ゲルニ | 陸上       | 男子800m               |
| 銅     | アブデラマン・ハマド     | 陸上       | 男子走高跳             |
| 銅     | モハメド・アラルー       | ボクシング | 男子ライトウェルター級 |